# Reacciones de alquinos
Las reacciones de alquinos son las reacciones químicas en las que participan los alquinos y les permiten su transformación en otras clases de compuestos orgánicos. Casi todas las reacciones de alquinos son adiciones electrofílicas (AE), en las cuales los electrones del triple enlace carbono-carbono atacan la región de un compuesto que presenta densidad de carga positiva..

## 1) Hidrogenación

### 2) Hidrogenación catalítica
La hidrogenación es un tipo de reacción química (redox) cuyo resultado final visible es la adicción de hidrógeno (H2) a otro compuesto. Los objetivos habituales de esta reacción son compuestos orgánicos insaturados, como alquenos, alquinos, cetonas, nitrilos, y aminas. La mayoría de las hidrogenaciones se producen mediante la adición directa de hidrógeno diatómico bajo presión y en presencia de un catalizador.
Un ejemplo típico de hidrogenación es la adición de hidrógeno a los dobles enlaces, convirtiendo los alquenos en alcanos.
CATALIZADORES
Con raras excepciones, no hay reacción por debajo de 480 °C (750K o 900 °F) entre el hidrógeno diatómico (H2) y los compuestos orgánicos en ausencia de catalizadores metálicos. El catalizador se enlaza tanto al H2 y el sustrato insaturado, facilitando así su unión. Varios metales como platino, paladio, rodio y rutenio forman catalizadores altamente activos, que funcionan a bajas temperaturas y bajas presiones de H2. Algunos catalizadores de metales no preciosos, especialmente los basados en níquel (Níquel Raney y Níquel Urushibara) también se han desarrollado como una alternativa económica, pero a menudo el proceso es más lento o requiere temperaturas más altas. El costo-beneficio es la actividad (la velocidad de reacción) frente al costo del catalizador y el costo de los aparatos necesarios para el uso de altas presiones. Debe tenerse en cuenta que la hidrogenación catalizada por níquel Raney requiere altas presiones:23
Hidrogenación Catalítica Parcial y Total
Los alquinos se hidrogenan catalíticamente hasta alcanos en condiciones similares a las empleadas para los alquenos. En presencia de catalizadores adecuados de Pd, Pt, Ni o Rh finamente dividido, se adicionan dos moles de hidrógeno al triple enlace del alquino para dar el alcano.
Es una reacción que transcurre en dos pasos: en un primer paso se adiciona un mol de hidrógeno y se llega hasta el alqueno y en el 2º paso tras la adición de otro mol de hidrógeno se llega hasta el alcano:
El primer paso de la hidrogenación de un alquino es más exotérmico que el segundo paso, lo que permite detener la hidrogenación de un alquino en la etapa de alqueno si se emplea un catalizador poco activo. En principio con catalizadores metálicos normales el proceso no es posible pararlo, puesto que ambas etapas está favorecidas (son exotérmicas), y obtendríamos los correspondientes alcanos.
Se puede lograr la semihidrogenación empleando un catalizador "envenenado", es decir un catalizador tratado con algún compuesto que lo haga menos eficaz. Uno de los más frecuentes es el catalizador de Lindlar, que consiste en una combinación de Pd sobre CaCO3 al que se ha añadido acetato de plomo y quinolina. El acetato de plomo y la quinolina desactivan parcialmente el catalizador, haciendo de él un mal catalizador para la hidrogenación de alquenos, mientras que sí actúa como catalizador en la hidrogenación de alquinos:
Ejemplo:
Esta hidrogenación es semejante a la que se estudió en los alquenos y el hidrógeno se adiciona con estereoquímica "syn", dando lugar a alquenos Z. En las hidrogenaciones catalíticas, la cara de un enlace hace contacto con el catalizador sólido y este debilita dicho enlace, permitiendo que se agreguen dos átomos de hidrógeno. Esta adición de los dos átomos de H en la misma cara del alquino asegura la estereoquímica "syn".

### 5) Hidratación
La reacción de hidratación del triple enlace se tiene que llevar a cabo bajo
catálisis por ácido y por el ion mercúrico. Para efectuar la hidratación de alquinos se
emplea normalmente una mezcla de sulfato mercúrico en ácido sulfúrico acuoso. La
hidratación de los alquinos es mecanísticamente semejante a la reacción de
oximercuriación de alquenos.

### 10) Formación de alquinuros de plata
- Datos: Q2884952